# Revolución de 1874
La revolución de 1874  en la República Argentina significó uno de los últimos intentos del mitrismo agrupado en el Partido Nacionalista, continuador ideológico y político del Partido Unitario de imponerse en el gobierno nacional. Su razón aparente fueron las prácticas fraudulentas en las elecciones a diputados nacionales, pero muchos historiadores han afirmado que se trató solamente de una excusa para lanzarse a la revolución. La derrota de los ejércitos de los generales Bartolomé Mitre y José Miguel Arredondo selló la suerte del partido liberal, que nunca recuperaría el poder frente a la hegemonía de más de 40 años del Partido Autonomista Nacional. Fue el último intento de rebelión porteña ante Julio Argentino Roca, quien fue elegido por el Congreso y terminó venciendo las aspiraciones parciales de Buenos Aires de desconocer a las autoridades nacionales.

## Antecedentes
La derrota del partido federal se completó en la Argentina con las victorias del gobierno nacional, de claros antecedentes unitarios en dos campañas en las provincias: la primera fue la del federalismo del interior, derrotada definitivamente con el fracaso de la Revolución de los Colorados en 1868. La resistencia del interior cesó casi por completo con las dos derrotas de Ricardo López Jordán, en 1871 y 1873.
Por su parte, el partido liberal gobernante se había dividido en dos: uno que seguía a los líderes provinciales y al vicepresidente Adolfo Alsina, llamado Partido Autonomista. El otro grupo, que permaneció leal al expresidente Bartolomé Mitre y algunos seguidores del interior y a los oficiales de origen uruguayo de su ejército, pasó a la oposición a partir del comienzo del gobierno de Domingo Faustino Sarmiento, en 1868. Durante este gobierno, los "liberales" se mantuvieron enfrentados más retóricamente que en la práctica, debido a la Guerra del Paraguay y a la Rebelión Jordanista. Pero cuando ésta fue totalmente vencida, en 1873, comenzaron a enfrentarse más abiertamente.

Partidos de la Provincia de Buenos Aires antes de la federalización de la Ciudad de Buenos Aires en 1880. En rojo la ciudad actual.

Lógicamente, la primera causa de enfrentamiento serían las elecciones presidenciales: el mandato de Sarmiento terminaba en octubre de 1874. Los seguidores de Mitre decidieron dar batalla en algunas provincias, pero claramente la clave era la provincia de Buenos Aires, la más grande y aquella en la que tenían un apoyo más notable. Era su gobernador Mariano Acosta, autonomista, por lo que allí se daría la batalla electoral decisiva.
El 1 de febrero de 1874 se realizaron las elecciones para diputados nacionales en Buenos Aires. Los candidatos mitristas eran Eduardo Costa, José María Gutiérrez y Norberto Quirno Costa, entre otros. Por el Partido Autonomista iban monseñor León Federico Aneiros, obispo de Buenos Aires, Leandro N. Alem, Carlos Pellegrini, Bernardo de Irigoyen y otros políticos destacados. Los mitristas anunciaron que habían vencido en todos los distritos, pero que el fraude electoral les había arrebatado algunos. Unas semanas más tarde, la legislatura porteña aceptaba las modificaciones de las autoridades electorales a las actas y proclamó la victoria del Partido Autonomista.
Ante la evidente comisión de fraude, y —olvidándose de que ellos mismos habían organizado fraudes contra sus opositores en Buenos Aires y otras provincias— los mitristas anunciaron que se desconocían las elecciones y a los diputados surgidos de ellas.
Pero no se levantaron contra el gobierno, porque todavía faltaban las elecciones de presidente; éstas se realizaron el 12 de abril. Los autonomistas ganaron en casi todas las provincias, menos en Buenos Aires, San Juan y Santiago del Estero. Por 146 electores contra 79, fue declarado presidente Nicolás Avellaneda, acompañado por Mariano Acosta. A partir de ese momento Mitre y sus partidarios se lanzaron a la conspiración abierta, desconociendo incluso la autoridad presidencial de Avellaneda que, dicho sea de paso, poco tenía que ver con las elecciones de diputados en Buenos Aires.
Mitre mismo no estaba convencido, y pidió que no hubiera alzamientos antes del 12 de octubre, fecha en que debía asumir Avellaneda. Semanas más tarde, anunció: “La peor de las votaciones legales vale más que la mejor de las revoluciones”. Sin embargo el 18 de julio, cuando la Cámara de Diputados aprobó las elecciones de diputados porteños, Mitre se pronunció por el alzamiento. El resto de la conspiración se desarrolló sin Mitre, dirigida políticamente por Eduardo Costa, Rufino de Elizalde y Norberto Quirno Costa. A favor de Mitre se esperaba que se pronunciaran los gobiernos de Corrientes, San Luis, Santiago del Estero y San Juan; pero la mayor parte del éxito se esperaba de las milicias de los pueblos de la provincia de Buenos Aires.

## Estalla la revolución en Buenos Aires
El presidente Sarmiento sabía que se tramaba una revolución, por lo que decidió alejar a los jefes mitristas de las fuerzas que los podrían seguir. Ordenó al coronel Francisco Borges entregar las tropas de su mando; obligado por el compromiso de respetar al presidente que consideraba legal, Borges las entregó. Pero cuando ordenó al comandante Erasmo Obligado entregar su nave, este inició la revolución. Era el 23 de septiembre: no habían esperado a la salida de Sarmiento.
Las dos naves al mando de Obligado se trasladaron al centro del Río de la Plata. Al día siguiente, el diario de José C. Paz, La Prensa, anunció el inicio de la revolución. Ese mismo día, Mitre se trasladó al Uruguay.
Los jefes de la revolución en Buenos Aires se trasladaron al interior de la provincia, dedicados a reunir las milicias de gauchos de las estancias. Entre los civiles que se trasladaron al interior se contaban Paz, Estanislao Zeballos y Francisco Ramos Mejía. Los jefes militares solicitaron la baja antes de reunirse al embrión de ejército rebelde: eran los generales Ignacio Rivas y Juan Andrés Gelly y Obes, los coroneles Boerr, Julián Murga y Francisco Borges. Este último fue el único que esperó al 12 de octubre.
Los jefes del ejército nacional eran los generales Martín de Gainza y Julio de Vedia, y los coroneles Julio y Luis María Campos, que se limitaron a tratar de ubicar al ejército de Rivas, sin poder acorralarlo. Este se retiró hacia el sur de la provincia, combatiendo en una serie de encuentros menores, en que la ventaja estuvo, en general, del lado del "ejército constitucional" de Rivas.
Tras reunir todos los grupos del ejército, este avanzó hacia el Tuyú (actual General Lavalle), donde desembarcó el general Mitre, que se puso al frente del improvisado pero numeroso ejército. Pocos días después, lanzaba una proclama explicando su posición. Sarmiento la refutó por medio de la prensa el mismo día que la recibió.
Desde allí avanzó hacia Tandil. Sus tropas eran algo más de 5000 hombres, casi todos de caballería, y con la infantería armada con fusiles anticuados y en mal estado. Llevaba, además, unos mil auxiliares indígenas.

## En el centro del país
El general José Miguel Arredondo, veterano de las luchas contra los federales — aunque de origen uruguayo — era el líder de la revolución en el interior. Sublevó la frontera sur de la provincia de Córdoba, acto en que causó la muerte de su superior, el general Teófilo Ivanowski. Tras asegurarse la alianza del gobernador de San Luis, Lindor Quiroga, se dirigió hacia el norte. En su búsqueda salió el coronel Julio Argentino Roca, con las escasas fuerzas que logró trasladar desde Villa María. Ante la superioridad numérica y de armamento de Arredondo, Roca lo dejó pasar hacia Córdoba. Arredondo ocupó la ciudad, donde aprovisionó generosamente a sus tropas y logró incorporar algunos soldados útiles. Pero ocupar la ciudad de Córdoba no significaba mucho, si eso lo alejaba de las fuerzas rebeldes de Buenos Aires. Es que había ido a buscar la alianza del caudillo santiagueño Antonino Taboada. Fuera por una antipatía personal, o porque no quería dejarle el mando a Arredondo, Taboada le negó toda ayuda.
Arredondo partió el 7 de octubre nuevamente hacia el sur, buscando la ayuda de Quiroga o la unión con el ejército de Mitre. Roca maniobró cuidadosamente, interponiéndose entre las fuerzas rebeldes y los caminos a Buenos Aires, de modo que Arredondo llevó su ejército a San Luis. Desde allí partió hacia el oeste al frente de 2500 hombres, entre los cuales iban los exgobernadores puntanos Juan Barbeito, Quiroga y José Rufino y Sosa. Arredondo se dirigió hacia la provincia de Mendoza, sin que quedara claro qué buscaba allí que realmente sirviera a una revolución que intentaba atacar al gobierno nacional. Al entrar a Mendoza le salió al cruce el jefe de las milicias mendocinas, teniente coronel Amaro Catalán, quien fue rápidamente vencido en la primera batalla de Santa Rosa, el 29 de octubre, y pagó su lealtad al gobierno nacional con la muerte en combate.
Por su parte el gobernador Francisco Civit huyó a Chile, y Arredondo ocupó la capital mendocina.

## La Verde
Mitre avanzaba hacia el norte, tratando de reunir sus tropas a las de Arredondo, ante la imposibilidad de ocupar Buenos Aires con tropas tan mal armadas. En el arroyo Gualicho, cerca de Las Flores, derrotaron al regimiento de milicias del coronel Liborio Muzlera. Desde allí siguieron hacia el norte, esquivando a las tropas de Luis María Campos.
José C. Paz se trasladó con unos cuantos soldados hacia el Tuyú, donde se embarcó en las naves rebeldes y pasó a Montevideo, donde pensaba reunir armas. En el camino había logrado destruir un campamento del ejército nacional, pero en Montevideo fracasó completamente. El 16 de noviembre, Obligado entregaba sus naves en esa misma ciudad.
Mientras tanto, Mitre se sacó de encima al cacique Cipriano Catriel y al Coronel Santiago Avendaño; éstos fueron tomados prisioneros por el coronel Lagos y los entregó al hermano de Catriel Juan José Catriel, que los hizo asesinar y asumió el mando de su tribu.
El ejército de Mitre siguió avanzando hacia el norte al frente de sus casi 5000 hombres. Al llegar cerca de Chivilcoy, se enteró de que el teniente coronel José Inocencio Arias se había atrincherado en la estancia La Verde, cerca de Nueve de Julio, al frente de 900 hombres del Regimiento 6 de infantería de línea, y armados con fusiles Rémington. Mitre podía pasar de largo, seguro de que no podrían perseguirlo con solo infantería, pero decidió no dejar enemigos a su espalda: se dirigió a La Verde e intimó rendición a Arias. Arias había preparado la estancia, con cercos y zanjas, para resistir un asalto desde cualquier dirección. Compensaba su debilidad numérica con una mayor capacidad de fuego, la excelente posición defensiva, y la disciplina profesional de sus soldados del Regimiento 6 de infantería de línea. De modo que rechazó la exigencia de Mitre.
El 26 de noviembre, Mitre ordenó un ataque en masa de su caballería, pero tras cuatro horas de lucha, perdió unos 260 hombres, incluyendo varios oficiales superiores, entre los cuales el más destacado fue el coronel Borges, de quien se dice que se hizo matar al ver que eran derrotados.
Los oficiales de Mitre habían vencido a todos los caudillos federales por su superioridad en la infantería; ahora eran vencidos por la misma razón. La derrota obligó a Mitre a seguir su camino con su ejército completamente desmoralizado, hasta rendirse el 3 de diciembre en Junín. Las condiciones que exigió Mitre, de correr él solo con toda la responsabilidad, fueron dejadas de lado. Los oficiales de Mitre fueron arrestados y dados de baja del ejército.

## Santa Rosa
Arredondo exigió al gobernador sanjuanino Gómez que se uniera a la revolución. Ante su negativa, ocupó San Juan el 3 de noviembre y nombró gobernador al unitario Sandalio Echevarría. Reunió contribuciones, requisó fondos de la Aduana, y aumentó sus efectivos.
Por su parte, Roca lo seguía de lejos, reuniendo todos los refuerzos que podía. Al saber que este estaba por entrar en Mendoza, Arredondo regresó al lugar de la batalla anterior, Santa Rosa. Allí adoptó una posición fortificada, inundando además el campo en que debía maniobrar Roca; este llegó frente a la posición de su enemigo, pero no atacó de frente, sino que estudió detenidamente el campo de batalla. Con la más absoluta lógica, se negó a atacar de frente. Justamente al revés de lo que había hecho Mitre.
Esa noche, un baqueano guio las fuerzas de Roca por el único sendero que podía esquivar la posición de los revolucionarios. Estos estaban demasiado confiados para creer que eso se pudiera hacer.
A la mañana siguiente, 7 de diciembre, Roca atacó por la retaguardia enemiga, sorprendiendo a las fuerzas de Arredondo en la segunda batalla de Santa Rosa. Pese a que se defendieron valientemente, fueron pronto superadas por las leales al gobierno. Roca encontró al desorientado Arredondo, que aún creía que el grueso de las fuerzas enemigas atacarían por el frente, y lo obligó a rendirse. La totalidad de las fuerzas vencidas fueron tomadas prisioneras o muertas.
Arredondo fue sometido a consejo de guerra, pero ante las amenazas de que podría ser fusilado fue liberado y huyó a Chile. Se dijo que fue el mismo Roca quien lo ayudó a huir.

## Consecuencias
Con la rendición de Mitre la revolución estaba totalmente vencida y la derrota final de Arredondo terminaba de cerrar el episodio que costó cerca de 5000 vidas. Avellaneda fue reconocido universalmente como presidente, y el Partido Autonomista Nacional pudo gobernar sin sobresaltos y mantener de hecho su hegemonía, a pesar de cuatro revoluciones en su contra, hasta 1916.
Las indecisiones de Mitre, la traición de Taboada, la incapacidad para reunir sus fuerzas y controlar la marina, la decisión de no marchar sobre Buenos Aires o iniciar allí un foco de la revolución fueron algunas de las causas del fracaso del movimiento.
Las diferencias en organización y armamento fueron otras. El embajador norteamericano Thomas Osborn en su informe manifestaría que el movimiento revolucionario había sido "vencido por el ferrocarril, el telégrafo y los Remington". En efecto, durante la revolución de 1874 el control de la red de telegrafía eléctrica para su uso político y militar ya era una prioridad, siendo la primera campaña militar en que las operaciones se basaron en su uso. Ya el 28 de septiembre cuando Julio Argentino Roca se encontraba en Villa María y era nombrado comandante de los Ejércitos del Norte, mantuvo una larga conferencia telegráfica con Sarmiento para establecer el plan de campaña. Pero esto era reconocido por ambos bandos. Una de las primeras medidas del general revolucionario José Miguel Arredondo fue poner gente de confianza a operar el telégrafo, medida justificada rápidamente cuando Sarmiento enviaba un telegrama el 23 de septiembre ordenando a su subordinado Teófilo Ivanowsky que lo vigilara en previsión del cercano estallido revolucionario. Cuando el general Rivas marchó sobre Chivilcoy, una de sus medidas fue despachar una columna al mando del sargento mayor Pedro Michemberg para cortar las comunicaciones del gobierno cortando los hilos telegráficos e inutilizando las vías del ferrocarril del Oeste.